# Djurslandsmotorvejen
Djurslandsmotorvejen – autostrada w Danii o długości 18,6 kilometrów położona na północ od Aarhus i przebiegająca od węzła Århus-Nord gdzie skrzyżuje się z autostradą Østjyske Motorvej (M60) oraz Nordjyske Motorvej (M70). Początkowo przebiega po trasie drogi krajowej nr 505, a następnie drogi krajowej nr 15 do istniejącej obwodnicy Skødstrup.

## Odcinki oddane do użytku
Løgten-Skæring (długość 4,6 km, oddany do użytku w 1978 roku)
Skæring-Skejby (długość 12 km, oddany do użytku w 2008 roku)
Skejby-Węzeł autostradowy Aarhus Nord (długość 2 km, oddany do użytku w 2010 roku)